# وادي نيات
وادي نَيَات قرية سعودية، تتبع مركز الشفاء في محافظة الطائف، بمنطقة مكة المكرمة. تقع جنوب غرب مدينة الطائف بمسافة حوالي (30) كم.